# Sebastian Owuya
Sebastian Owuya (* 8. Oktober 1991 in Stockholm) ist ein schwedischer Eishockeyspieler, der seit 2011 bei den Stockton Thunder in der ECHL unter Vertrag steht. Sein Bruder Mark Owuya ist ebenfalls ein professioneller Eishockeyspieler.        

## Karriere
Sebastian Owuya begann seine Karriere als Eishockeyspieler in seiner Heimatstadt in der Nachwuchsabteilung von Djurgårdens IF, in der er bis 2007 aktiv war. Anschließend wechselte der Verteidiger in die Nachwuchsabteilung des Timrå IK, für dessen Profimannschaft er in der Saison 2009/10 sein Debüt in der Elitserien, der höchsten schwedischen Spielklasse, gab. In seinem Rookiejahr blieb er in elf Spielen punkt- und straflos. Daraufhin wurde er im NHL Entry Draft 2010 in der sechsten Runde als insgesamt 169. Spieler von den Atlanta Thrashers ausgewählt und ging nach Nordamerika, wo er in der Saison 2010/11 für die Medicine Hat Tigers in der kanadischen Juniorenliga Western Hockey League spielte. 
Zur Saison 2011/12 wurde Owuya von den Stockton Thunder aus der ECHL verpflichtet.

## Elitserien-Statistik
(Stand: Ende der Saison 2010/11)